# Берест (річка)
Берест, Бересть — річка в Україні,  у Рокитнівській селищній громаді Сарненського району Рівненської області. Ліва притока Перерослі, (басейн Прип'яті).

## Опис
Довжина річки приблизно 4,93 км, найкоротша відстань між витоком і гирлом — 4,00 км, коефіцієнт звивистості річки — 1,24. Річка формується декількома безіменними струмками та частково каналізована.

## Розташування
Бере початок на північно-західній околиці села Остки. Спочатку тече на північний захід понад селом Лісове, потім тече на північний схід і на північно-західній стороні від Сновидовичів впадає в річку Перерісль, ліву притоку Ствиги.

## Цікавий факт
- У XIX столітті річка брала початок у смолярні Берестейський Бродок.[3]
- Від витоку річки на відстані приблизно 2,79 км розташована залізнична станція Остки.